# Мартинові

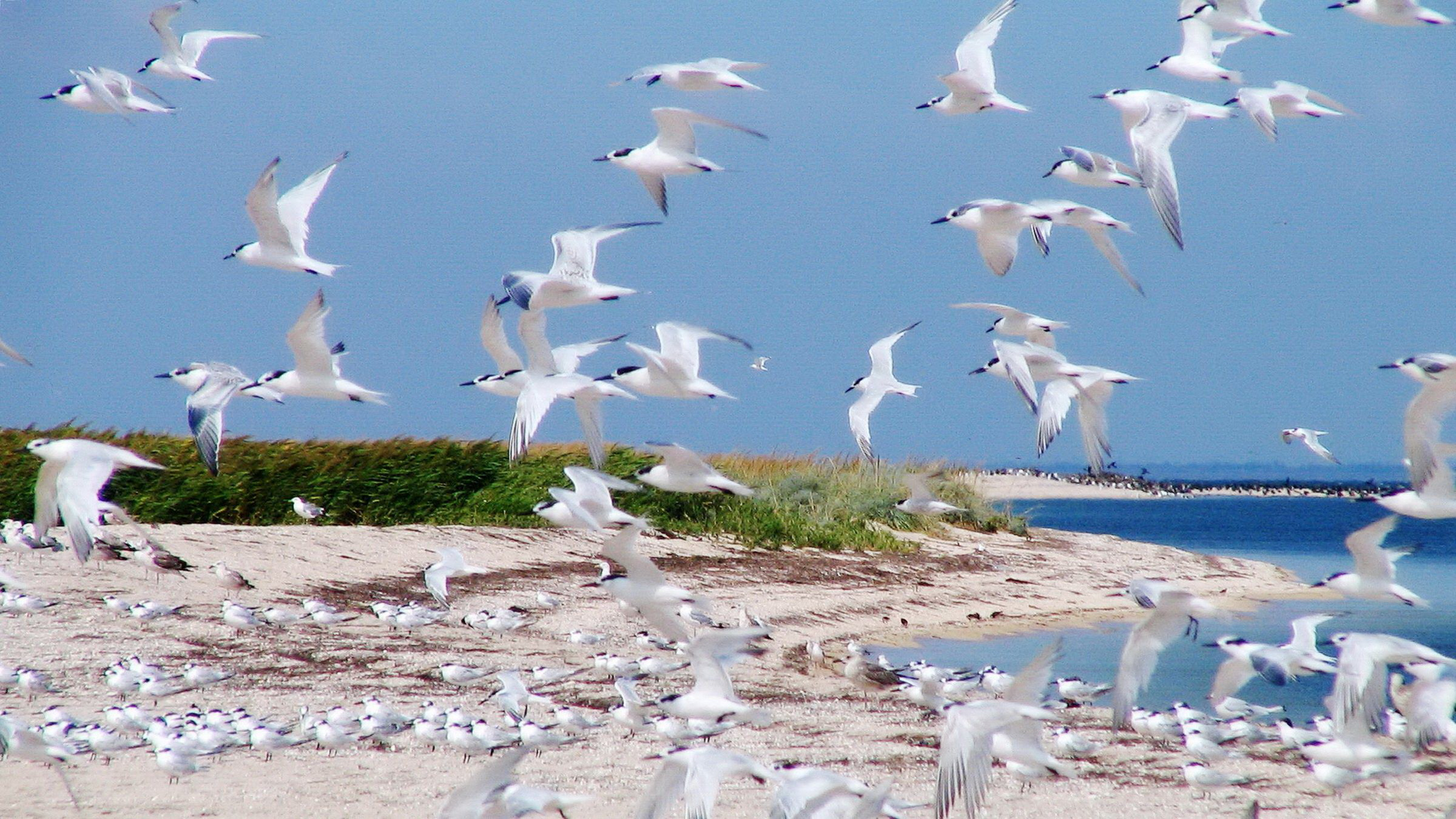
Крячки.Обитічна коса

Марти́нові (Laridae) — родина птахів ряду Сивкоподібних (Charadriiformes). Екологічно пов'язані з узбережжям морів, внутрішніми водоймами та прибережними водами; поза сезоном розмноження деякі види тримаються у відкритому морі. Гніздяться колоніями. Живляться різноманітною тваринною їжею (переважно комахами та рибою). Родина включає близько 100 видів.

## Походження
Сформувалися шляхом адаптивної радіації у навколоводних місцях існування; предкові форми відокремилися, ймовірно, від примітивних сивок. Викопні рештки відомі з еоцен-олігоценових відкладів Франції, у тому числі рід Мартин (Larus) — з нижнього міоцену Франції. Ймовірно, мартинові виникли у північній півкулі, точно визначити центр походження нині неможливо. Ймовірним центром походження називають океан Тетіс.

## Опис

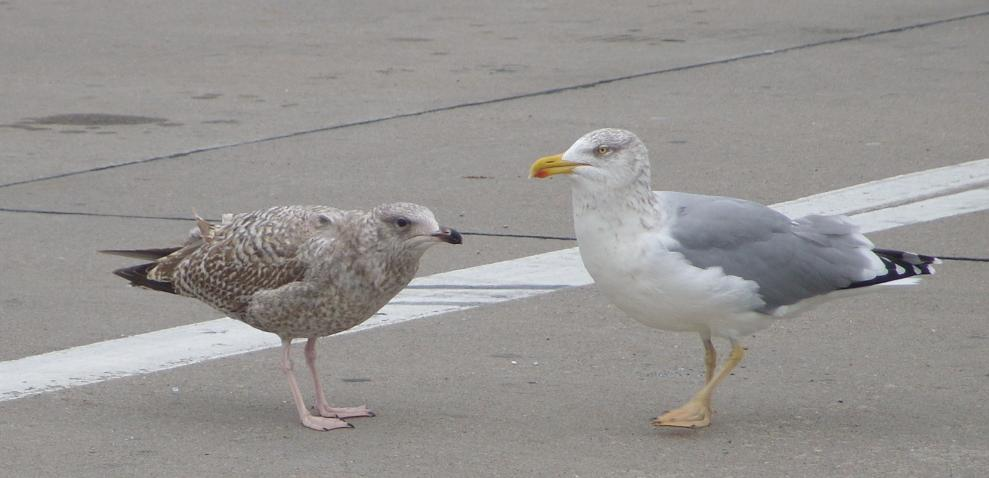
Молодий та дорослий сріблясті мартини

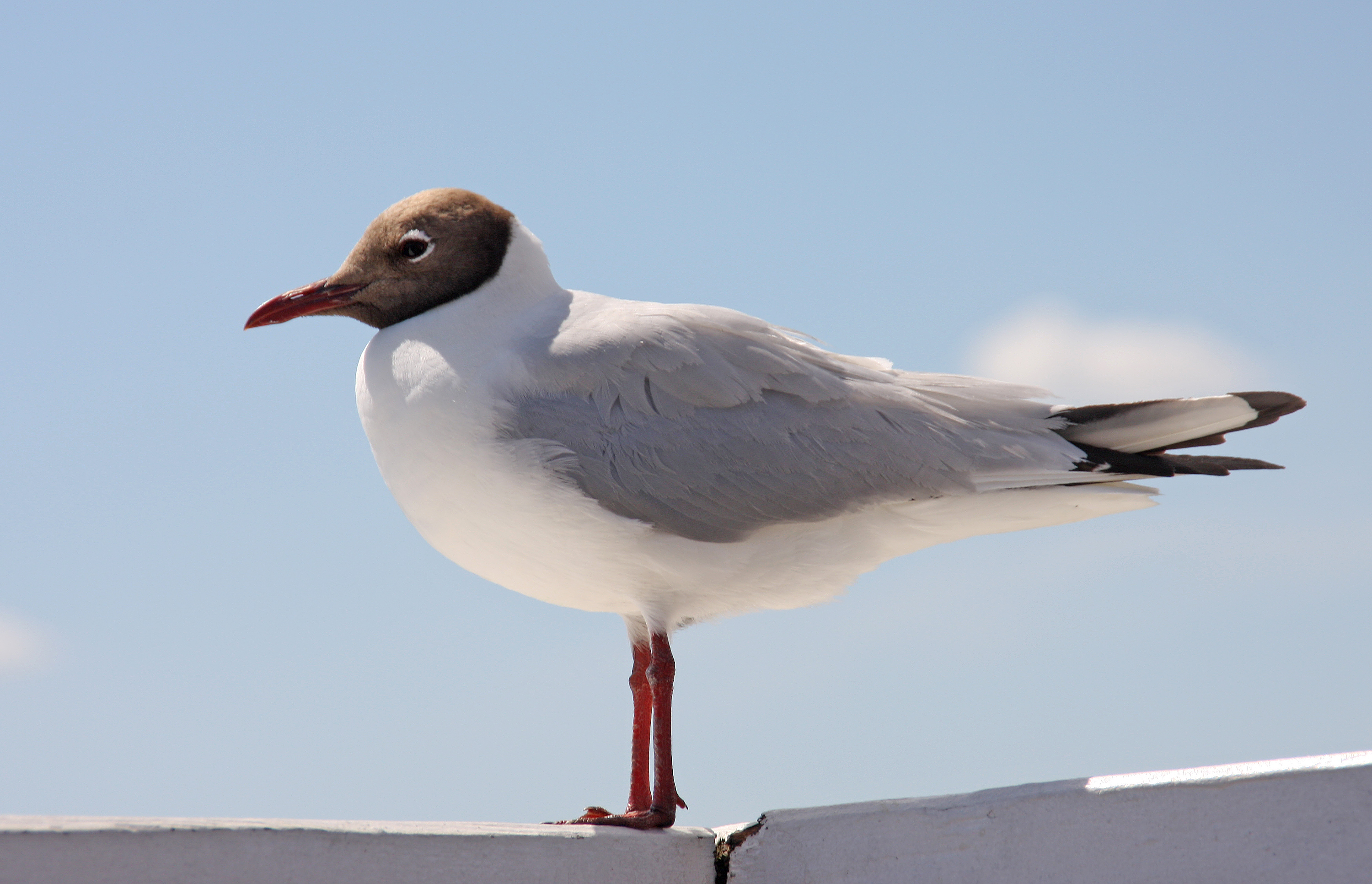
Дорослий мартин звичайний у шлюбному вбранні

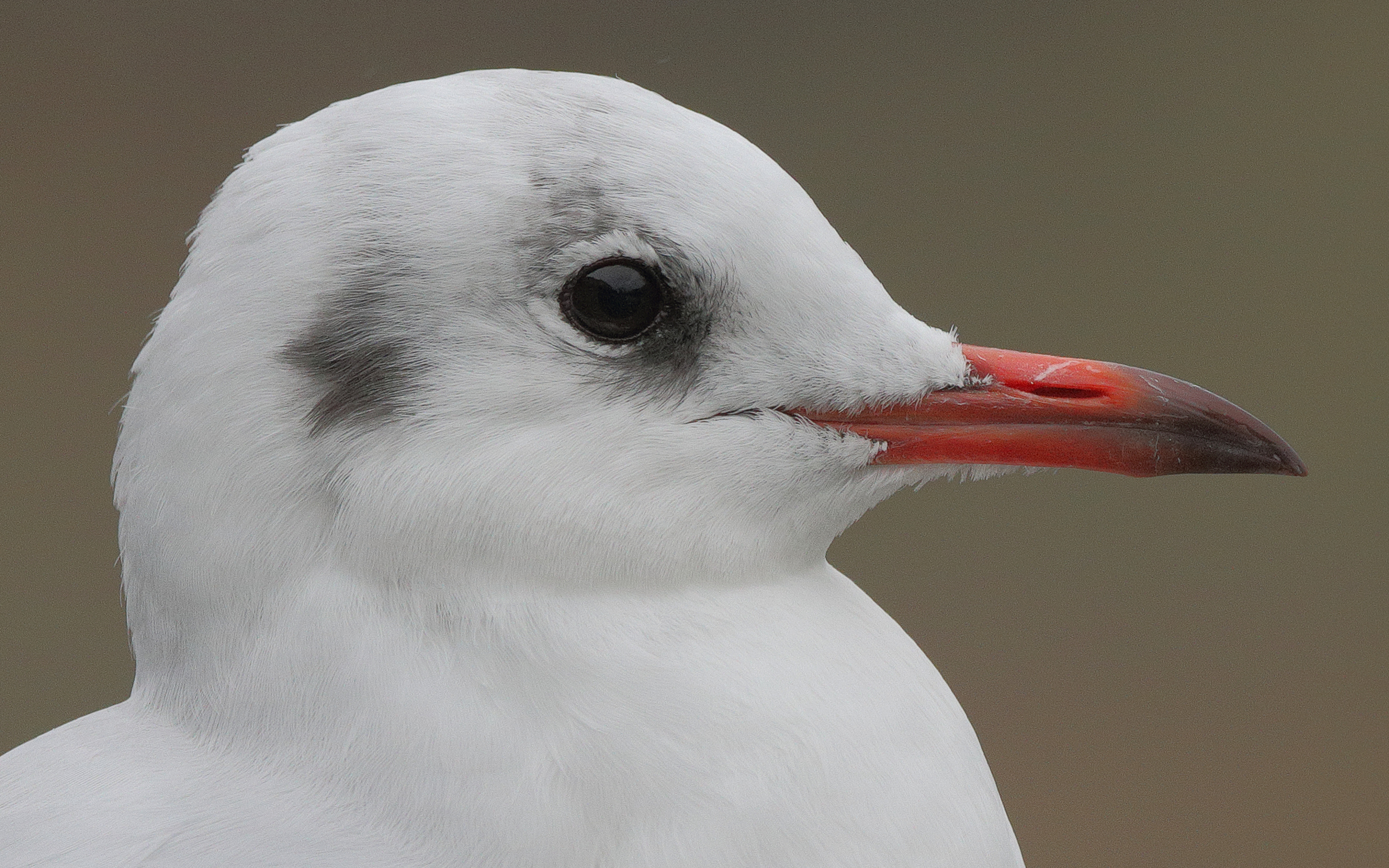
Голова мартина звичайного у позашлюбному вбранні

Птахи середніх і великих розмірів. Розміри варіюють в межах від 25 до 81 см, вага від 100 г до 2 кг. Найменшим представником є мартин малий (Larus minutus) — його вага становить лише 100—150 г, а найбільшим — мартин морський (Larus marinus), його вага може перебільшувати 2 кг. У забарвленні переважають білі або світло-сері відтінки, верхня частина тіла зазвичай більш темна, у порівнянні з нижньою. У деяких видів, наприклад у мартина делаверського (Larus delawarensis) та мартина тонкодзьобого (Larus genei) у шлюбний період нижня частина тіла стає світло-рожевого або бежевого відтінку, який потім швидко зникає. У мартина звичайного у шлюбному вбранні оперення голови темно-коричневе, тоді як у позашлюбний період у цілому біле. Молоді птахи, що не досягли статевої зрілості, відрізняються за забарвленням — оперення строкате, більша його частина бура з численними смужками і плямами. Строки набуття шлюбного вбрання відрізняються у різних видів і становлять 2, 3 або 4 роки. Менші за розміром мартини, наприклад, звичайний (L. ridibundus), набуває доросле вбрання у віці двох років, мартин сизий (L. canus) — у 3 роки, мартини жовтоногий (L. cachinnans) та сріблястий (L. argentatus) — у 4 роки. Статевий диморфізм у забарвленні не виражений, за розмірами самці дещо більші за самок.
Крила досить довгі, у більшості видів на кінцях чорні. Першорядних махових 11, але перше зазвичай недорозвинене. Хвіст зазвичай короткий, має 12 стернових пер. Характерною є будова дзьоба — він прямий, дещо сплюснутий з боків, з гострою вершиною (крячки) або з більш або менш вираженим гачком на кінці (мартини). Шийних хребців 15. Задній край добре розвиненої грудини з двома парами вирізок (у поморників — одна пара). Справжніх ребер 6-7 пар. Виличка без різкого розширення на кінці. Передпліччя — найдовший елемент скелету крила. Таз широкий. Ноги помірної довжини. Три передні пальці на ногах із плавальними перетинками. Задній палець малий та розташований вище рівня передніх; у деяких видів зникає. Гортань трахейно-бронхіальна, із добре вираженими голосовими м'язами. Стравохід добре розтягується, але воло відсутнє. М'язевий шлунок з товстими стінками. Сліпі кишки рудиментарні. Більшість добре плаває; лише деякі крячки плавають неохоче та не сідають на воду. Політ легкий, маневрений.

## Поширення
Поширені практично по всій земній кулі, у тому числі в приполярних широтах. Білий мартин під час кочівель залітає до 87-88° Пн.ш. Мартинові відсутні в Антарктиді. У високих та помірних широтах є перелітними, в тропіках осілі або кочуючі. Найдовші за протяжністю переміщення характерні для полярного крячка — протягом року під час міграції з Арктики в Антарктиду та назад він долає до 90 тис. км, що є найдовшою за протяжністю міграцією в тваринному світі.

## Гніздування

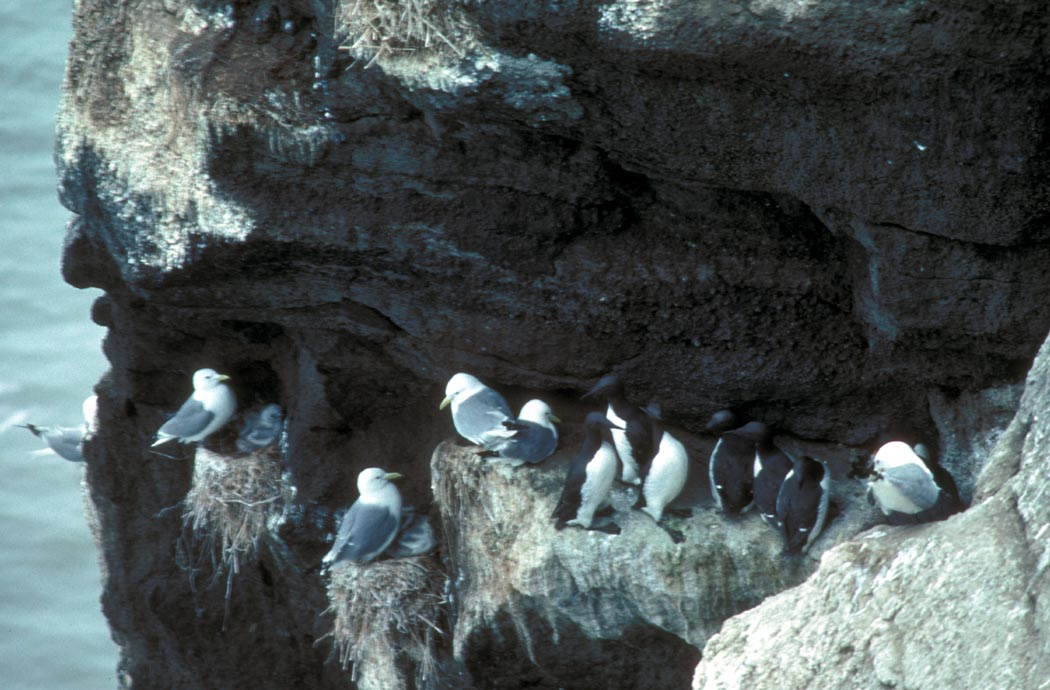
Змішана колонія трипалих мартинів (Rissa tridactyla) і тонкодзьобих кайр (Uria aalge)

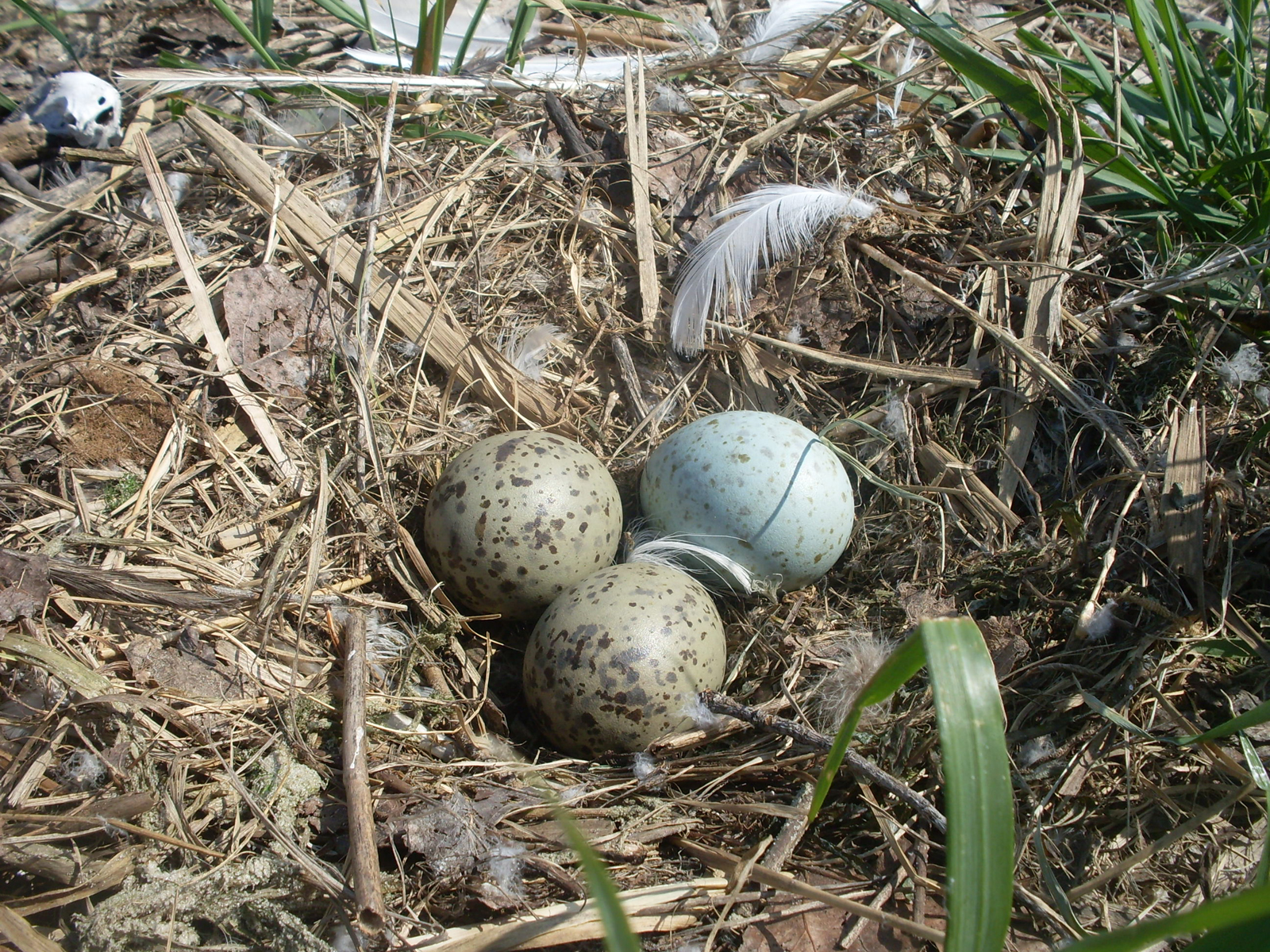
Кладка мартина жовтоногого (Larus cachinnans), що має яйця різного забарвлення

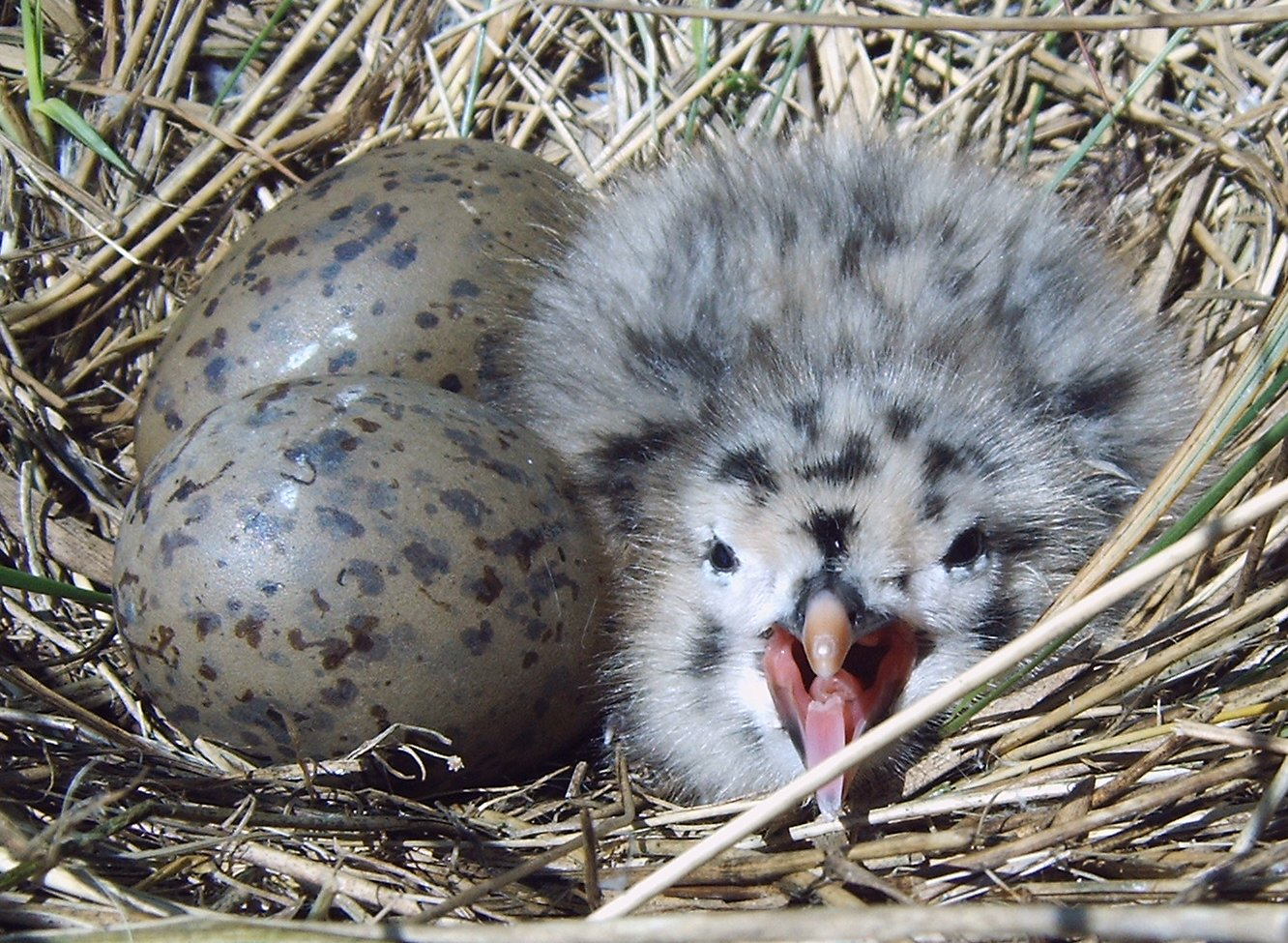
Пухове пташеня сріблястого мартина у гнізді

Гніздяться переважно колоніями, які можуть нараховувати від декількох та декількох десятків пар до декілька сотень, а інколи — десятків тисяч пар. Колонії можуть бути як моновидовими, так і полівидовими. В останньому випадку спільно можуть гніздитись різні види мартинових, а також представники інших родин — алькових, олушевих, бакланових тощо. Гнізда влаштовують на землі. Колонії розташовані у місцях, важкодоступних для наземних хижаків — на островах, скелях берегів, у заболоченій місцевості, на плавучій водній рослинності. Окремі види влаштовують гнізда на деревах. Гніздяться у безпосередній близькості з місцями добування їжі. Хоча такий вид, як сірий мартин (Leucophaeus modestus) гніздиться в глибині кам'янистої безводної пустелі Атакама на півночі Чилі в 30–100 км від узбережжя, куди вони регулярно літають за кормом. Вважають, що гніздування в таких екстремальних умовах пов'язано з уникненням пресу хижаків. В умовах помірного та арктичного клімату більшість мартинових мають одну кладку на рік. У південних регіонах розмноження може відбуватися в будь-який час протягом року. Так, галапагоський мартин гніздиться в будь-яку пору року. Усі види моногамні, у багатьох пара зберігається протягом тривалого періоду.
Шлюбна поведінка включає різні види демонстративної поведінки, ритуальне годування самцем самки, видавання звуків тощо. Гнізда можуть мати вигляд невеликого заглиблення у ґрунті без вистилки, інколи вони зроблені з камінців та черепашок молюсків, однак найчастіше мартинові роблять їх з рослинного матеріалу. При цьому гніздо з невеликими пухкими стінками та вистилкою. Відкладають від 1 до 4 яєць (найчастіше 3) зазвичай темно-бурого кольору з плямами. Рідше загальний фон яєць може бути блакитно-зелений або оливковий. Яйця слабкогрушовидної форми. Середній розмір кладки відрізняється у різних видів, а в межах одного виду коливається в різних частинах ареалу, залежить від погодних та трофічних умов в одному і тому самому місці. Для звичайного мартина доведено зменшення середнього розміру кладки протягом сезону розмноження. У випадку втрати першої кладки самка може відкласти яйця повторно. У насиджуванні кладки беруть участь обидва члени пари, проте більшу частину часу на гнізді проводить самка. Насиджування починається з першого або другого яйця, тому пташенята вилуплюються неодночасно. Послідовність вилуплення відповідає послідовності відкладання яєць. Інкубаційний період становить від 20 до 30 днів. Пташенята зазвичай напіввиводкового типу, після вилуплення вони покриті густим пухом блідо-сірого або палевого кольору з плямами, що камуфлює їх на тлі місцевості і допомагає сховатися від хижаків. Протягом одного або двох тижнів пташенята залишаються в гнізді, де за ними доглядають обидва батьки. У деяких видів пташенята виводкового типу — вони вже протягом кількох годин покидають гніздо і здатні плавати, уникаючи наземних хижаків. Пташенят вигодовують батьки до підйому на крило та навіть деякий час після цього. Вік, у якому молоді птахи стають на крило, становить у різних видів від чотирьох до шести тижнів.

## Живлення

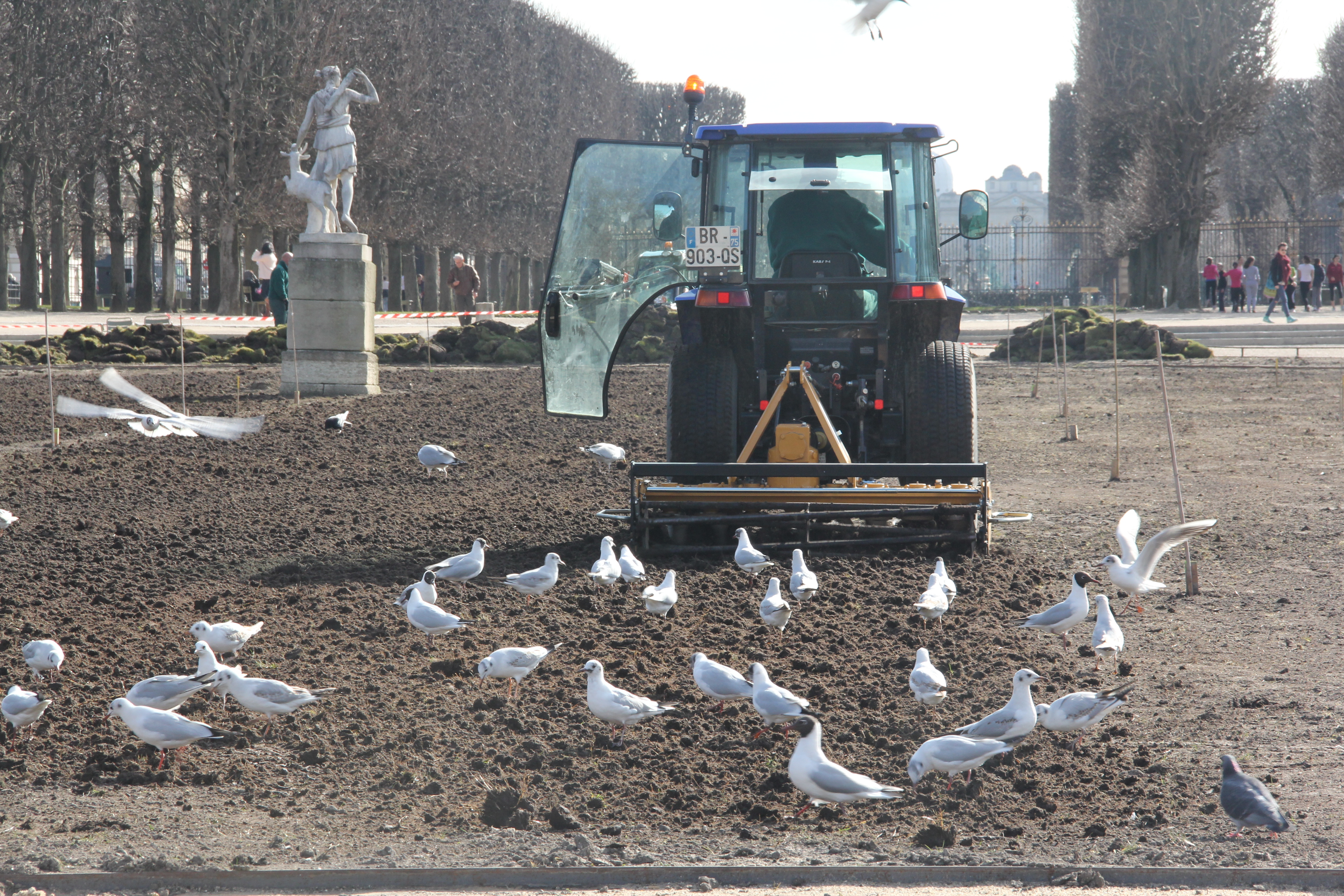
Мартини звичайні, що збирають корм за трактором. Люксембург

Більшість мартинових є м'ясоїдними, проте їх раціон незвичайно широкий — споживають комах, ракоподібних, молюсків, рибу і дрібних наземних ссавців. Багато видів охоче поїдає падло та знаходять собі здобич поблизу підприємств з переробки риби та на звалищах побутових відходів. Звалища стали відігравати важливу роль в живленні багатьох видів мартинів протягом останніх десятиліть. Для деяких видів це призвело до зміни міграційної стратегії — мартини стали проявляти більшу тенденцію до осілості. Розоряють гнізда інших птахів, споживаючи їхні яйця. Молюсків, що мають товсту черепашку, кидають з висоти 10-20 м, тим самим розбиваючи мушлю.
Корм здобувають як на воді, так і на суші — на океанських просторах, в прибережній зоні, на внутрішніх водоймах, заплавних луках і посівних полях. Більшість видів може збирати корм під час пересування по землі, з поверхні води та на невеликій глибині. Під час пікірування можуть хапати здобич не тільки з поверхні води але і на невеликій глибині.

## Таксономія
Родину Laridae було вперше виділено (як Laridia) французьким дослідником Константеном Рафінеском у 1815 році. Історично родина включала мартинів, тоді як крячків виділяли до окремої родини Sternidae, а водорізів — до третьої родини Rynchopidae.
Байкер із співавторами (Baker et al., 2007) на основі методів молекулярної генетики у 2007 році встановили, що філогенетична гілка Laridae від'єдналася від гілки, що дала початок поморникам (Stercorariidae) та альковим (Alcidae) ще наприкінці крейдового періоду. Вони також встановили, що Laridae почали поширюватися в ранньому Палеоцені, близько 60 млн років тому.
Попри добру вивченість цієї групи птахів, систематику остаточно не розроблено. За деякими класифікаціями родина поділяється на три підродини, за іншими всі три підродини є окремими родинами, у такому разі родина Laridae синонімічна підродині Larinae. Відомо 17 родів з 89 видами; в Україні — 21 вид.
- Підродина Мартинові (Larinae)
  - Рід Галапагоський мартин (Creagrus) — 1 вид
  - Рід Трипалий мартин (Rissa) — 2 види
  - Рід Білий мартин (Pagophila) — 1 вид
  - Рід Вилохвостий мартин (Xema) — 1 вид
  - Рід Chroicocephalus — 11 видів
  - Рід Малий мартин (Hydrocoloeus) — 1 вид
  - Рід Рожевий мартин (Rhodostethia) — 1 вид
  - Рід Магеланський мартин (Leucophaeus) — 5 видів
  - Рід Ichthyaetus — 6 видів
  - Рід Мартин (Larus) — 24 види
- Підродина Крячкові (Sterninae)
  - Рід Бурий крячок (Anous) — 5 видів
  - Рід Білий крячок (Gygis) — 1 вид
  - Рід Чорнодзьобий крячок (Gelochelidon) — 2 види
  - Рід Каспійський крячок (Hydroprogne) — 1 вид
  - Рід Рябодзьобий крячок (Thalasseus) — 8 видів
  - Рід Sternula — 7 видів
  - Рід Onychoprion — 4 види
  - Рід Крячок (Sterna) — 13 видів
  - Рід Болотяний крячок (Chlidonias) — 4 види
  - Рід Великодзьобий крячок (Phaetusa) — 1 вид
  - Рід Крячок-інка (Larosterna) — 1 вид
- Підродина Водорізові (Rynchopinae)
  - Рід Водоріз (Rynchops) — 3 види

## Галерея

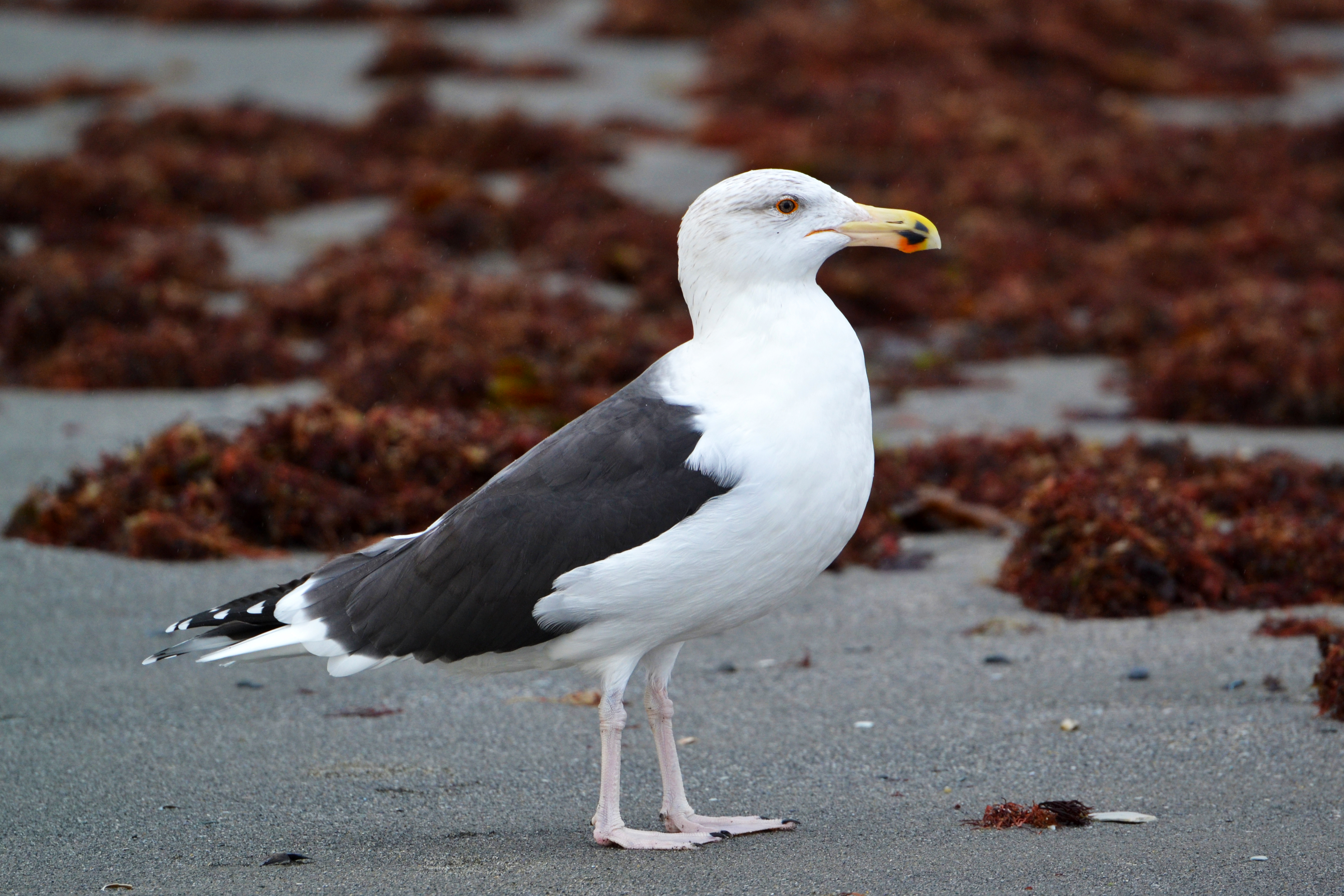
Мартин морський
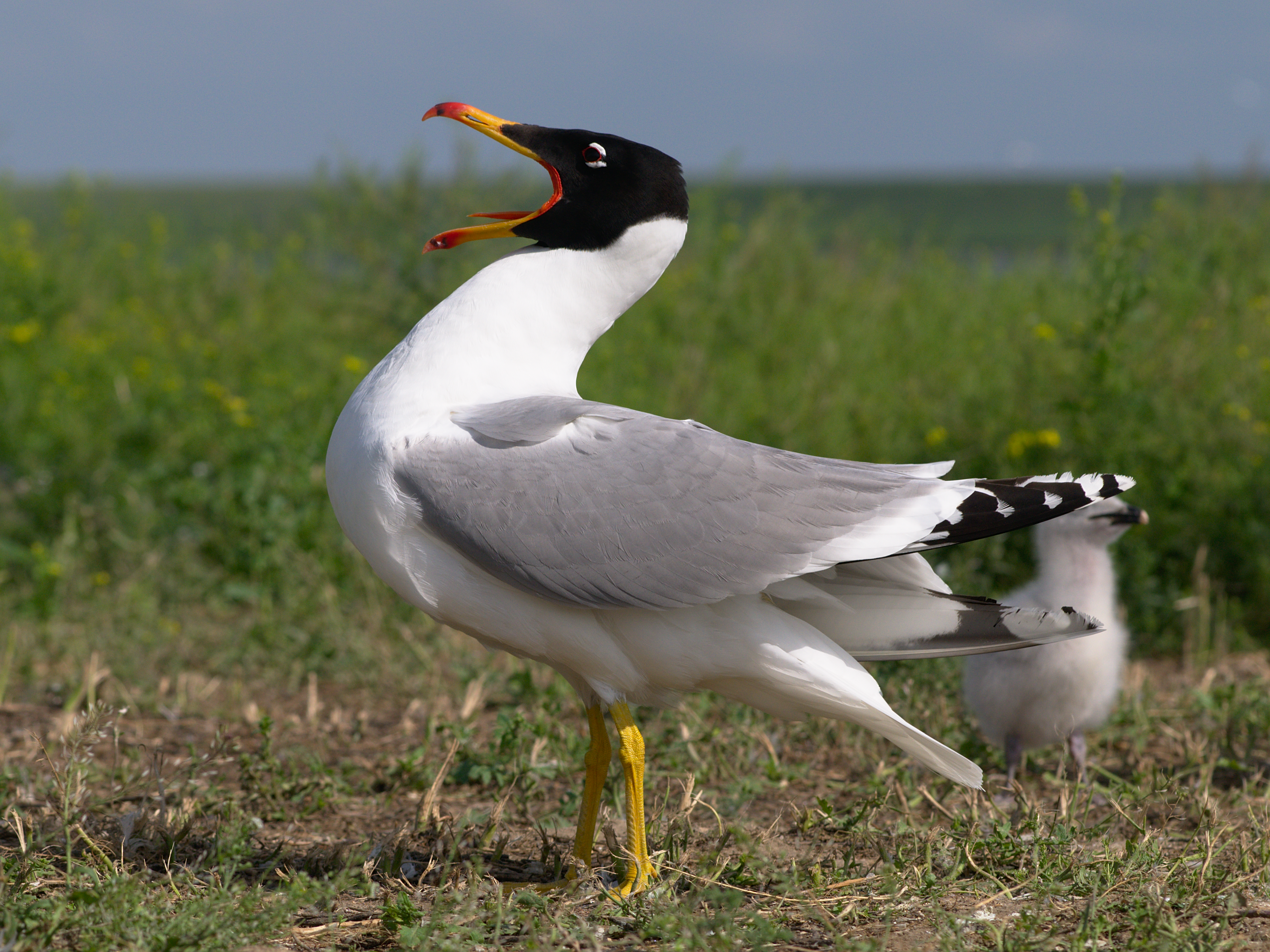
Мартин каспійський
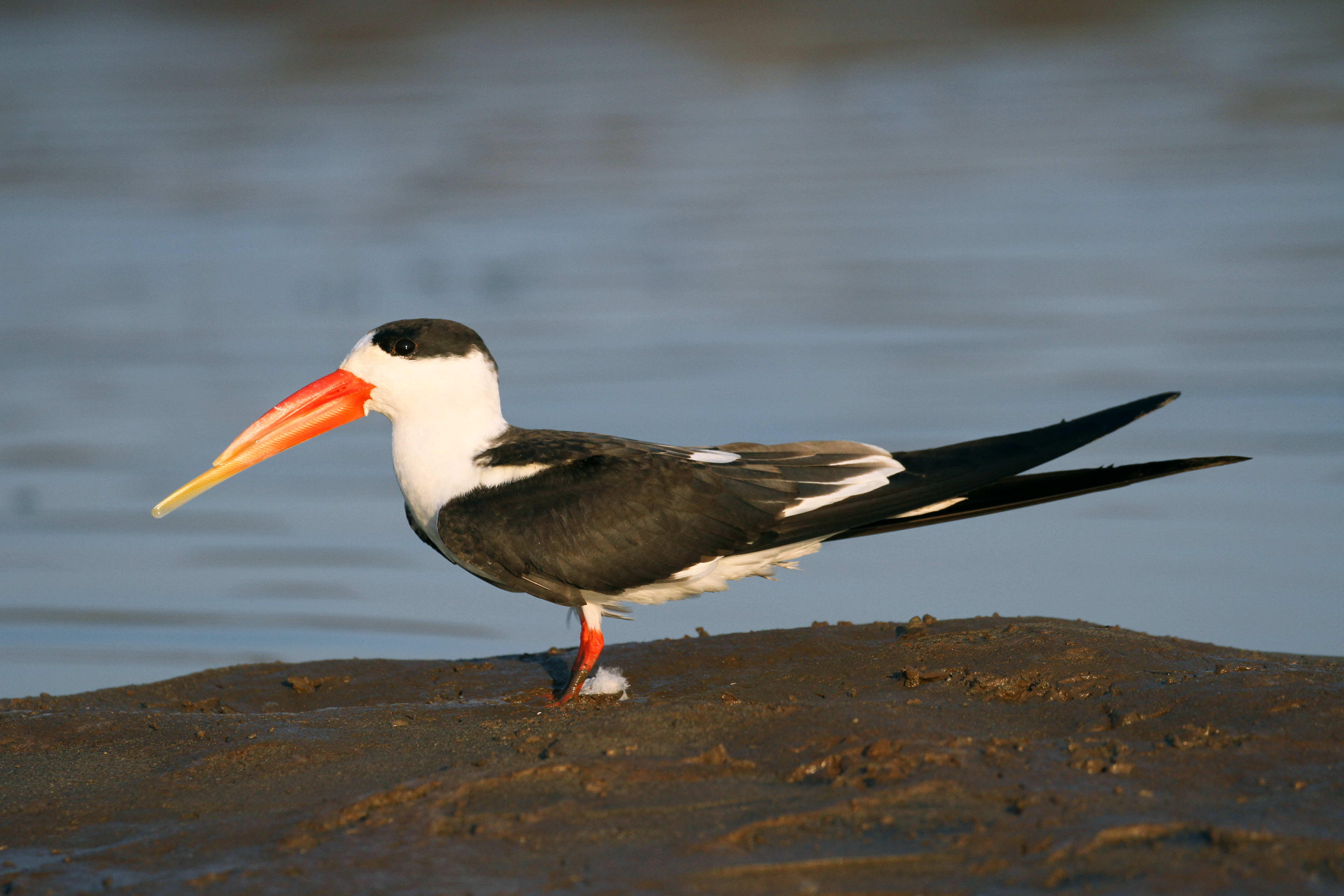
Rynchops albicollis
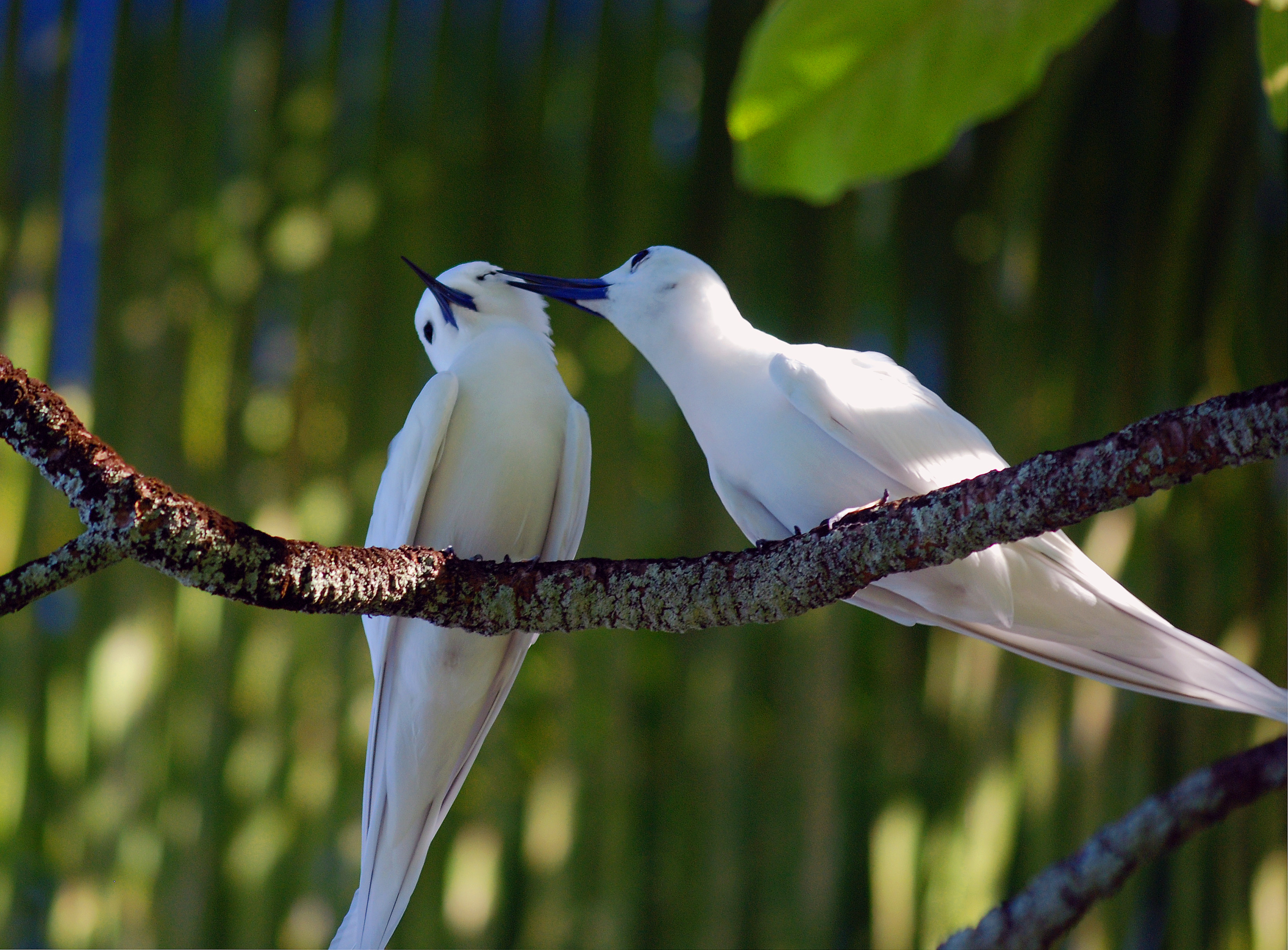
Крячок білий
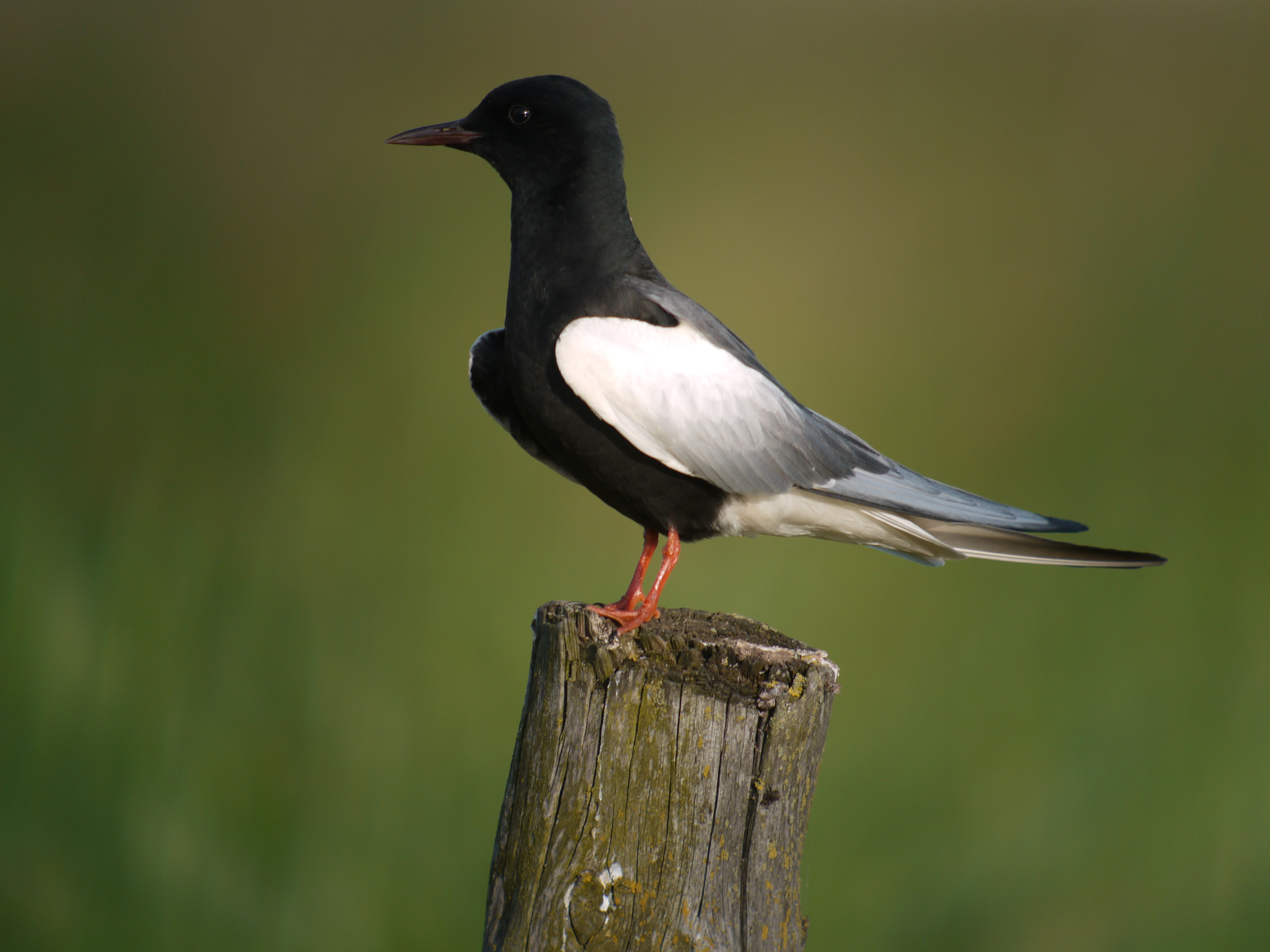
Крячок білокрилий
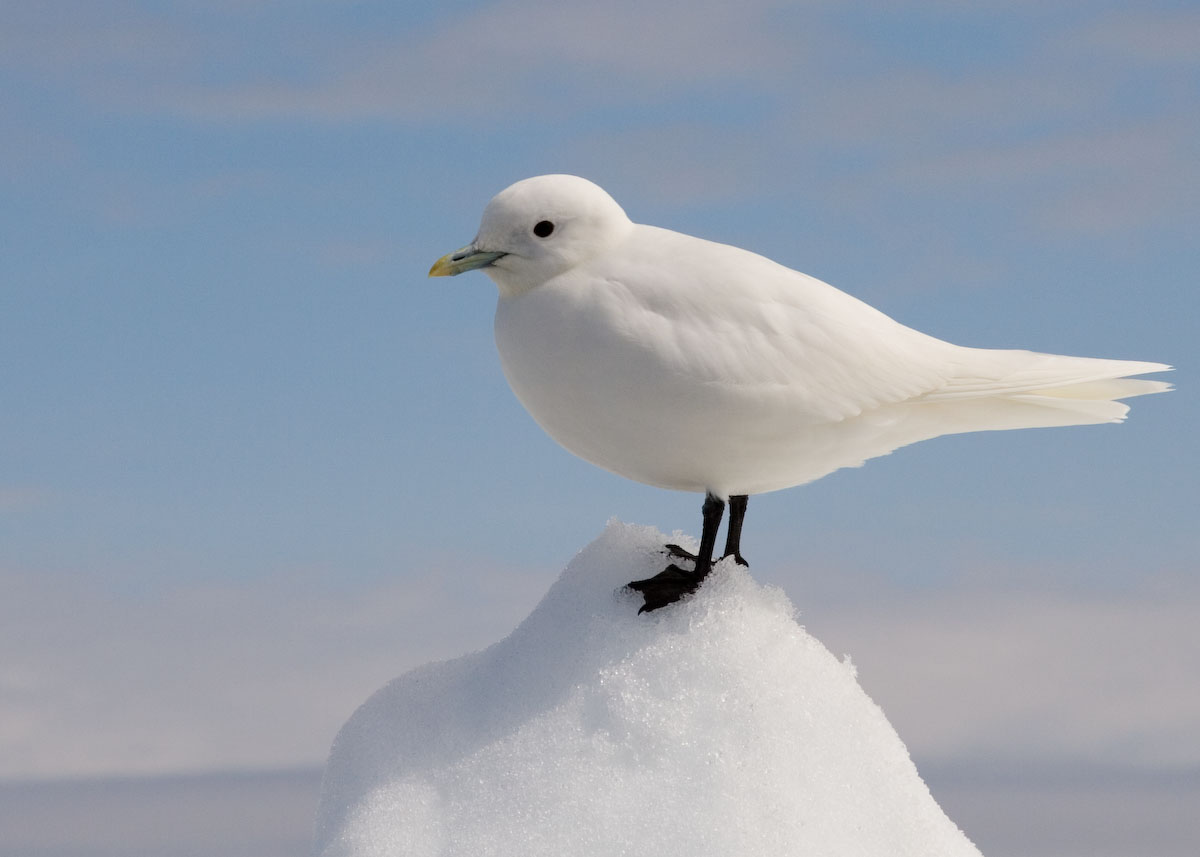
Pagophila eburnea